# Leo von Zumbusch
Leo Franz Caspar von Zumbusch (ur. 28 czerwca 1874 w Wiedniu, zm. 30 marca 1940 w Rimsting) – niemiecki dermatolog, rektor Uniwersytetu Ludwika i Maksymiliana w Monachium (1932–1933).
Opisał najcięższą z odmian łuszczycy, znaną dziś jako odmiana krostkowa typu von Zumbusch (psoriasis pustulosa generalisata von Zumbusch).

## Życiorys
Leo von Zumbusch był jednym z dwóch synów rzeźbiarza Caspara von Zumbuscha (1830–1915) i jego żony Antonie Vogl (1838–1917). Ukończył medycynę na Uniwersytecie w Wiedniu, gdzie w 1898 roku uzyskał doktorat. Na uczelni Zumbusch był asystentem Edmunda von Neussera, Carla Wilhelma Hermanna Nothnagela, Ernsta Fuchsa i Moritza Kaposiego. Habilitował się w Wiedniu w 1906, tytuł profesora nadzwyczajnego uzyskał w Wiedniu w 1912 roku.
W 1913 roku, przeniósł się do Monachium, gdzie objął kierownictwo Kliniki Dermatologii. W 1922 roku uzyskał tytuł profesora zwyczajnego. W 1932 roku wybrany na rektora Uniwersytetu Ludwika i Maksymiliana w Monachium. Krytyka działalności partii nazistowskiej doprowadził do pozbawienia von Zumbuscha stanowiska rektora, a w 1935 roku został wyrzucony z uniwersytetu i zmuszony do przejścia na emeryturę.
Jego pierwszą żoną była austriacka graficzka Nora Exner (1879–1915). Po jej śmierci zawarł drugi związek małżeński z Johanną von Müller (1898–1977), z którego urodził się syn Caspar (ur. 1926).
Od 1951 roku w Monachium odbywają się coroczne cykliczne wykład pamięci profesora von Zumbuscha, w których udział biorą czołowi krajowi i zagraniczni naukowcy z dziedziny dermatologii.
Członek Niemieckiej Akademii Przyrodników Leopoldina (1933).

## Wybrane prace
- Therapie der Hautkrankheiten. Für Ärzte und Studierende. Deuticke, Lipsk, 1908.
- Atlas der Syphilis. wyd.Vogel, Lipsk, 1922.
- Atlas der Hautkrankheiten. 2. wydanie. wyd. Vogel, Lipsk 1926 (z Gustavem Riehlem).
- Die Haut- und Geschlechtskrankheiten. Dargestellt für praktische Ärzte und Studierende. 2. wydanie, Lehmann, Monachium 1935.
- Über Lichen albus, eine bisher unbeschriebene Erkrankung. w: Archiv für Dermatologie und Syphilis, tom 82, 1906, s. 339–350.
- Todesfälle nach Salvarsaninjektionen. w: Münchener medizinische Wochenschrift., tom 63, 1916, s. 750–753.
- Die Diagnose der angeborenen Syphilis. w: Handbuch der Haut- und Geschlechtskrankheiten, tom 19, 1927.
- Prognose der kongenitalen Syphilis. w: Handbuch der Haut- und Geschlechtskrankheiten, tom 19, 1927.